# Punta Pardelas
Punta Pardelas är en udde i Argentina.   Den ligger i provinsen Chubut, i den södra delen av landet, 1 000 km sydväst om huvudstaden Buenos Aires.
Terrängen inåt land är platt. Havet är nära Punta Pardelas åt sydväst. Runt Punta Pardelas är det mycket glesbefolkat, med 5 invånare per kvadratkilometer.. Närmaste större samhälle är Puerto Pirámides, 5,3 km norr om Punta Pardelas.